# Phil Trim
Phil Trim, de nombre real Theophilus Earl Trim (Trinidad y Tobago, Indias Occidentales Británicas, 5 de enero de 1940), es un cantante y compositor anglo-español, ex-vocalista y compositor del exitoso grupo de pop español los Pop Tops, surgido a principios de los años 70.

## Biografía
En su país de origen formó parte de la Trinidad Steel Band, agrupación que tocaba tambores caribeños hechos a partir de barriles de petróleo. Durante una gira de la Oficina de Turismo de la colonia británica de Trinidad y Tobago el grupo logró el contrato para viajar a Europa gracias a la mediación del Lido de París durante una feria en La Habana. Phil Trim recuerda haber estado de gira por todo el mundo llegando a animar incluso una fiesta de cumpleaños del sah de Persia en Teherán. Phil pasó al rock con The Handfuls, ingleses, radicados en Roma. Y ya en 1967 se instala en Madrid en época tardofranquista, donde cantó con el grupo Los Tifones. El productor francés Alain Milhaud los escuchó y empezó a trabajar con ellos, cambiando el nombre por los Pop Tops, con que se harían famosos, especialmente con su gran éxito Mamy Blue, y, más tarde Oh Lord, Why Lord. Trim fue el autor de Mamy Blue, una canción con 246 versiones y tuvimos seis discos de oro.Los Pop Tops editaron en italiano y actuaron en el Festival de San Remo o en el Cantagiro. El grupo se disolvió a mediados de los setenta y Trim volvió a Trinidad en 1976. Sin embargo, regresó a España, donde retomó su carrera artística con varios elepés, alternando el inglés y el español. Trim trabajaba con Ramón Arcusa, que también producía a la gran estrella mundial Julio Iglesias, con quien compartía repertorio. Ya en los ochenta, Phil se incorporó a la Orquesta Alcatraz, salida de Los Canarios. A principios de los noventa, los Pop Tops volvieron, realizando una corta gira por le norte de Europa. Desde entonces, Trim compagina una intermitente carrera artística con giras con el grupo Los Mitos (formado en parte por ex Pop Tops) y actuaciones en solitario, con el trabajo de vigilante nocturno.
En 2018 se interpretó a sí mismo en la comedia Oh! Mammy Blue (2018), en la que el personaje de Carmen Maura encarna a una cantante de los años setenta. La intervención de Trim reflejaba la repercusión internacional del éxito Mamy Blue y su permanencia como una de las canciones más populares de los años setenta del pop español.

## Discografía
- Mike Kennedy + Pop Tops: Lo mejor del clan! Volumen 3 (1972)
- Phil Trim: Solo (1977)
- Phil Trim: The Game of Love (1978)
- Orquesta Alcatraz: Éxitos y recuerdos hechos a mano (1993)
- Pop Tops Orquesta: Qué importa (1995)
- Phil Trim: Sus mejores grabaciones en C.F.E. (1977-81)
- Pop Tops: Todas sus grabaciones (1967-74)[7][1]